# Jonathan Nilsson
Jonathan Nilsson (* 3. Juli 1995) ist ein schwedischer Unihockeyspieler, der beim Unihockey-Prime-League-Verein HC Rychenberg Winterthur unter Vertrag stand. Im März 2024 wurde bekannt, dass Nilsson aus persönlichen Gründen den Verein verlässt und in seine Heimat zurückkehrt.

## Karriere
2022 wechselte Nilsson erstmals in die oberste Schweizer Spielklasse.